# CMLL世界女子王座
CMLL世界女子王座は、CMLLが管理、認定している王座。

## 歴史
1992年6月12日、CMLLメキシコシティ大会で行われた初代王座決定トーナメントに優勝したブル中野が初代王者になった。
2011年11月26日、栗原あゆみの自主興行「栗原あゆみデビュー6周年記念興行」新宿FACE大会で王者のマルセラ、挑戦者の栗原によるタイトルマッチが行われて勝利した栗原が新王者になった。試合終了後、元王者の中野が栗原の腰にチャンピオンベルトを巻いた。

## 歴代王者
| 歴代   | 選手                     | 戴冠回数 | 獲得日付       | 獲得場所                           |
| ------ | ------------------------ | -------- | -------------- | ---------------------------------- |
| 初代   | ブル中野                 | 1        | 1992年6月12日  | メキシコシティ                     |
| 第2代  | ソチ浜田                 | 1        | 1993年3月21日  | メキシコシティ                     |
| 第3代  | ラ・ディアボリカ         | 1        | 1993年10月10日 | メキシコシティ                     |
| 第4代  | レイナ・フブキ           | 1        | 1994年11月8日  | プエブラ州プエブラ                 |
| 第5代  | レディ・アパッチェ       | 1        | 1996年11月8日  | メキシコシティ                     |
| 第6代  | 吉田万里子               | 1        | 1997年2月6日   | 駒沢オリンピック公園体育館         |
| 第7代  | レディ・アパッチェ       | 2        | 1999年5月15日  | メヒコ州ナウカルパン               |
| 第8代  | ラ・ディアボリカ         | 2        | 2001年         | メキシコ                           |
| 第9代  | マルセラ                 | 1        | 2005年9月16日  | メキシコシティ                     |
| 第10代 | HIROKA                   | 1        | 2006年6月9日   | メキシコシティ                     |
| 第11代 | レディ・アパッチェ       | 3        | 2006年12月25日 | メキシコシティ                     |
| 第12代 | ラ・アマポーラ           | 1        | 2007年11月16日 | メキシコシティ                     |
| 第13代 | マルセラ                 | 2        | 2011年10月28日 | メキシコシティ                     |
| 第14代 | 栗原あゆみ               | 1        | 2011年11月26日 | 新宿FACE                           |
| 第15代 | マルセラ                 | 3        | 2012年3月10日  | メキシコシティ                     |
| 第16代 | 朱里                     | 1        | 2014年12月12日 | 新木場1stRING                      |
| 第17代 | マルセラ                 | 4        | 2015年4月10日  | メキシコシティ                     |
| 第18代 | ダリス・ラ・カリベーニャ | 1        | 2016年3月11日  | メキシコシティ                     |
| 第19代 | マルセラ                 | 5        | 2018年11月19日 | メキシコシティ                     |
| 第20代 | プリンセサ・スヘイ       | 1        | 2020年10月23日 | メキシコシティ                     |
| 第21代 | ステファニー・バッケル   | 1        | 2023年9月29日  | メキシコシティ                     |
| 第22代 | ウィロー・ナイチンゲール | 1        | 2024年7月13日  | アメリカ・カリフォルニア州サンノゼ |
| 第23代 | セウシス                 | 1        | 2024年9月13日  | メキシコシティ                     |
| 第24代 | メルセデス・モネ         | 1        | 2025年6月18日  | メキシコシティ                     |